# Mendes (Rio de Janeiro)
Pour les articles homonymes, voir Mendes.
Mendes est une municipalité de l'État de Rio de Janeiro, située dans les montagnes de l'État.
La municipalité de Mendes tire son origine d'un simple endroit de repos des meneurs de bétail, établi le long du raccourci qui reliait le village de Valença à la ville de Rio de Janeiro. Ses premières et rustiques maisons furent érigées autour de 1820, pendant la phase initiale du cycle du café.
La petite agglomération à la température agréable et au sol fertile commença à se développer lentement, grâce au constant passage du bétail. La rapide croissance de la culture du café accéléra ce processus, amenant le chemin de fer dans la région.
Le long de cette voie furent construites, au fil des ans, cinq stations : Mendes, Humberto Antunes, Martins Costa, Nery Ferreira et Morsing. Ces anciennes constructions toujours préservées sont le symbole d'un passé de grand développement économique, d'abord avec le café, ensuite avec les diverses industries qui vinrent s'installer dans la région : papeterie, Brasserie Teutônia, fabrique d'allumettes Serra do Mar, entre autres.
Mendes a fait partie de Piraí, Vassouras et Barra do Piraí, mais, grâce à son important développement économique, elle devint municipalité le 11 juillet 1952.